# ذباب العفص
ذباب العفص أو ذبابة الحنطة أو عائلة ذباب الأورام أو الطيثاريات أو هاموش الأورام النباتية أو ذبابة هيس (الإسم العلمي:Cecidomyiidae)، هي فصيلة من الحشرات تتبع رتيبة خيطيات القرن ضمن رتبة الذوات الجناحين. تحتوي على أكثر من 6000 نوع في أكثر من 780 جنس، تتغذى داخل الأنسجة النباتية.